# العلاقات الأرمينية النيبالية
العلاقات الأرمينية النيبالية هي العلاقات الثنائية التي تجمع بين أرمينيا ونيبال.

## مقارنة بين البلدين
هذه مقارنة عامة ومرجعية للدولتين:
| وجه المقارنة                                              | أرمينيا                    | نيبال                               |
| --------------------------------------------------------- | -------------------------- | ----------------------------------- |
| المساحة (كم2)                                             | 29.74 ألف                  | 147.18 ألف                          |
| عدد السكان (نسمة)                                         | 2.93 مليون                 | 29.40 مليون                         |
| الكثافة السكانية (ن./كم²)                                 | 98.52                      | 199.76                              |
| العاصمة                                                   | يريفان                     | كاتماندو                            |
| اللغة الرسمية                                             | لغة أرمنية                 | اللغة النيبالية                     |
| العملة                                                    | درام أرميني                | روبية نيبالية                       |
| الناتج المحلي الإجمالي (بليون دولار)                      | 11.54 مليار                | 24.47 مليار                         |
| الناتج المحلي الإجمالي (تعادل القوة الشرائية) بليون دولار | 25.41 مليار                | 70.20 مليار                         |
| الناتج المحلي الإجمالي الاسمي للفرد دولار أمريكي          | 3.49 ألف                   | 743                                 |
| الناتج المحلي الإجمالي للفرد دولار أمريكي                 | 8.07 ألف                   | 2.37 ألف                            |
| مؤشر التنمية البشرية                                      | 0.743                      | 0.548                               |
| رمز المكالمات الدولي                                      | +374                       | +977                                |
| رمز الإنترنت                                              | .am، .հայ ‏                 | .np                                 |
| المنطقة الزمنية                                           | ت ع م+04:00، توقيت أرمينيا | ت ع م+05:45، التوقيت الموحد لنيبال ‏ |

## منظمات دولية مشتركة
يشترك البلدان في عضوية مجموعة من المنظمات الدولية، منها:
| علم المنظمة | اسم المنظمة                               | تاريخ انضمام أرمينيا | تاريخ انضمام نيبال |
| ----------- | ----------------------------------------- | -------------------- | ------------------ |
|             | مؤسسة التنمية الدولية                     | 25 أغسطس 1993        | 6 مارس 1963        |
|             | يونسكو                                    | 9 يونيو 1992         | 1 مايو 1953        |
|             | مؤسسة التمويل الدولية                     | 18 أبريل 1995        | 7 يناير 1966       |
|             | منظمة حظر الأسلحة الكيميائية              | ?                    | ?                  |
|             | الأمم المتحدة                             | 2 مارس 1992          | 14 ديسمبر 1955     |
|             | منظمة الشرطة الجنائية الدولية             | ?                    | ?                  |
|             | البنك الدولي للإنشاء والتعمير             | 16 سبتمبر 1992       | 6 سبتمبر 1961      |
|             | الاتحاد البريدي العالمي                   | ?                    | ?                  |
|             | المركز الدولي لتسوية المنازعات الاستشارية | 16 أكتوبر 1992       | 6 فبراير 1969      |
|             | وكالة ضمان الاستثمار متعدد الأطراف        | 5 ديسمبر 1995        | 9 فبراير 1994      |
|             | بنك التنمية الآسيوي                       | 2005                 | 1966               |
|             | منظمة التجارة العالمية                    | 5 فبراير 2003        | ?                  |
|             | الفريق المعني برصد الأرض                  | ?                    | ?                  |

## وصلات خارجية
- موقع وزارة الخارجية الأرمينية
- موقع وزارة الخارجية النيبالية